# Первый снег (фильм, 2021)
«Первый снег» — художественный фильм российского режиссёра Наталии Кончаловской с Юлией Шульевой, Еленой Морозовой, Мариной Маныч и Анной Пересильд в главных ролях. Вышел на экраны в 2021 году.

## Сюжет
Фильм рассказывает о четырёх женщинах разных возрастов, которые живут в Москве и по-разному ищут свою судьбу. Марина после развода сосредоточилась на создании эротического романа, её дочь Кристина мечтает о подходящем женихе, начальница Кристины Оксана пытается сочетать карьеру с семейной жизнью, а дочь Оксаны, 10-летняя Алиса, страдает из-за серьёзных психологических проблем.

## В ролях
- Юлия Шульева — Кристина
- Елена Морозова — Марина
- Анна Пересильд[1][2] — Алиса
- Марк Эйдельштейн — Павел
- Марина Маныч — Оксана

## Релиз и восприятие
Фильм вышел на экраны в 2021 году. Рецензент Film.ру охарактеризовал «Первый снег» как «трогательную драмеди», как «неуверенный, но все же плевок в сторону мифа о красоте, а также проговаривание очевидных истин», которое иногда страдает из-за уклона в мелодраматизм. Обозреватель «Киноафиши» предположил, что «некая медлительность фильма, где основное развитие происходит в сознании героинь, может оттолкнуть часть зрителей», но всё же оценил картину достаточно высоко.